# Nakskov Brandmuseum
Nakskov Brandmuseum eller Sprøjtehuset er et museum i Nakskov, der fremviser brandbiler og brandslukningsudstyr. Den ældste bil er et sprøjtekøretøj af mærket Plymouth fra 1934.
Museet deltager også til arrangementer i lokalområdet med deres brandbiler, heriblandt til beredskabsdag på Knuthenborg Safaripark sammen med Brandmuseet i Nykøbing Falster.

## Historie
Brandvæsnet i Nakskov regnes for at være grundlagt i 1886, da 20 brandmænd blev ansat i byen.
Sprøjtehusets blev grundlagt, da Nakskov Brandmandsforening fik overdraget en gammel brandbil, der var blevet brugt af Nakskov Brandvæsen. I den forbindelse blev der dannet en forening, som kunne vedligeholde bilen. Man fik lov at bruge en gammel brandstation på Elvej i 2002, hvor der også havde været værksted.
I 2007 modtog man en Mercedes-Benz brandbil, der tidligere var blevet brugt af Falck.
I 2010 modtog museet en pumpe af typen BP25. Samme år fik man en vippesprøjte fra 1880'erne, der havde tilhørt Valløby. Restaureringen begyndte først i 2013, og den stod færdig i 2014. I 2011 blev museet udvidet.